# Celithemis eponina
Celithemis eponina là loài chuồn chuồn trong họ Libellulidae. Loài này được Drury mô tả khoa học đầu tiên năm 1773.

## Hình ảnh

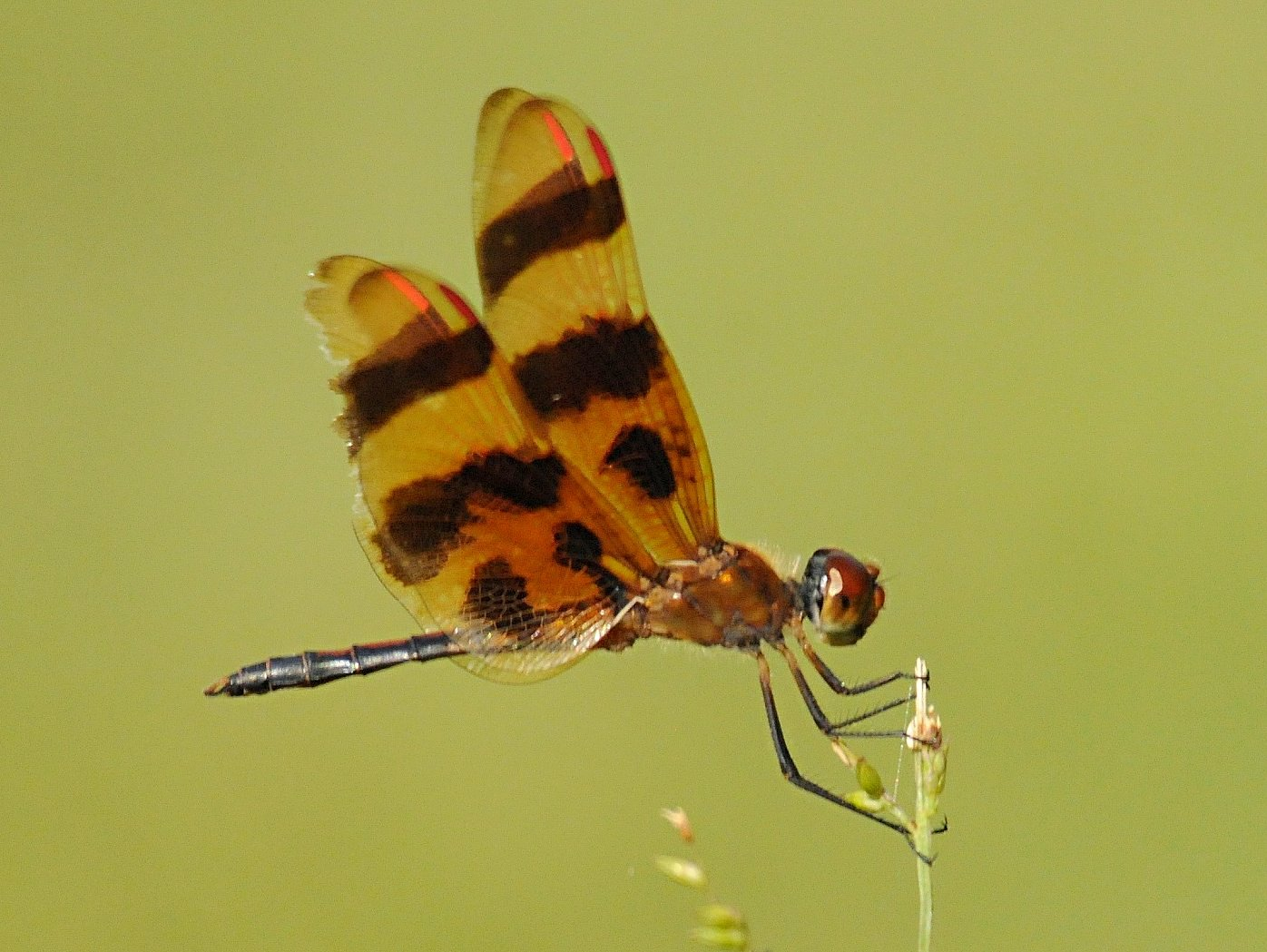
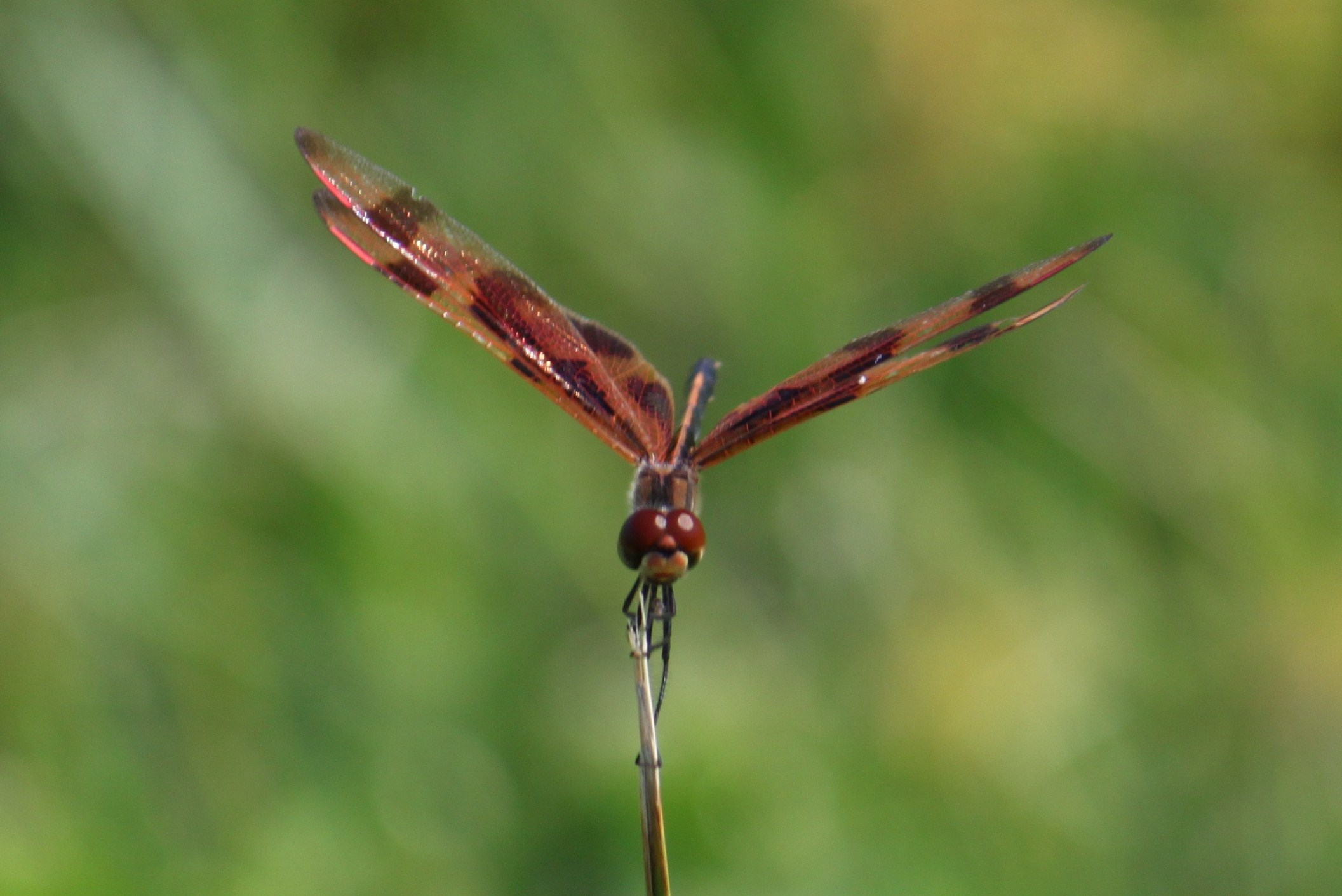
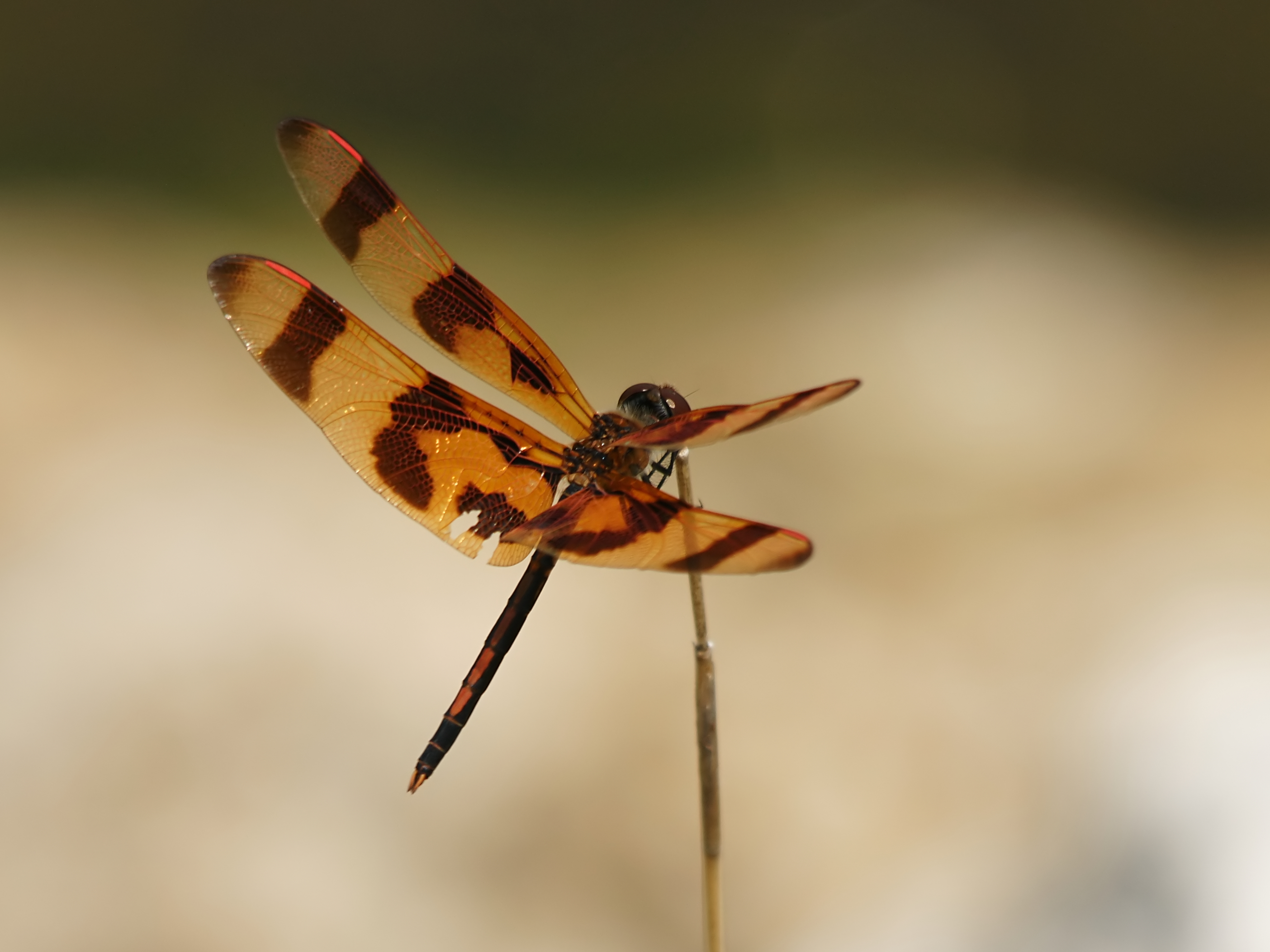
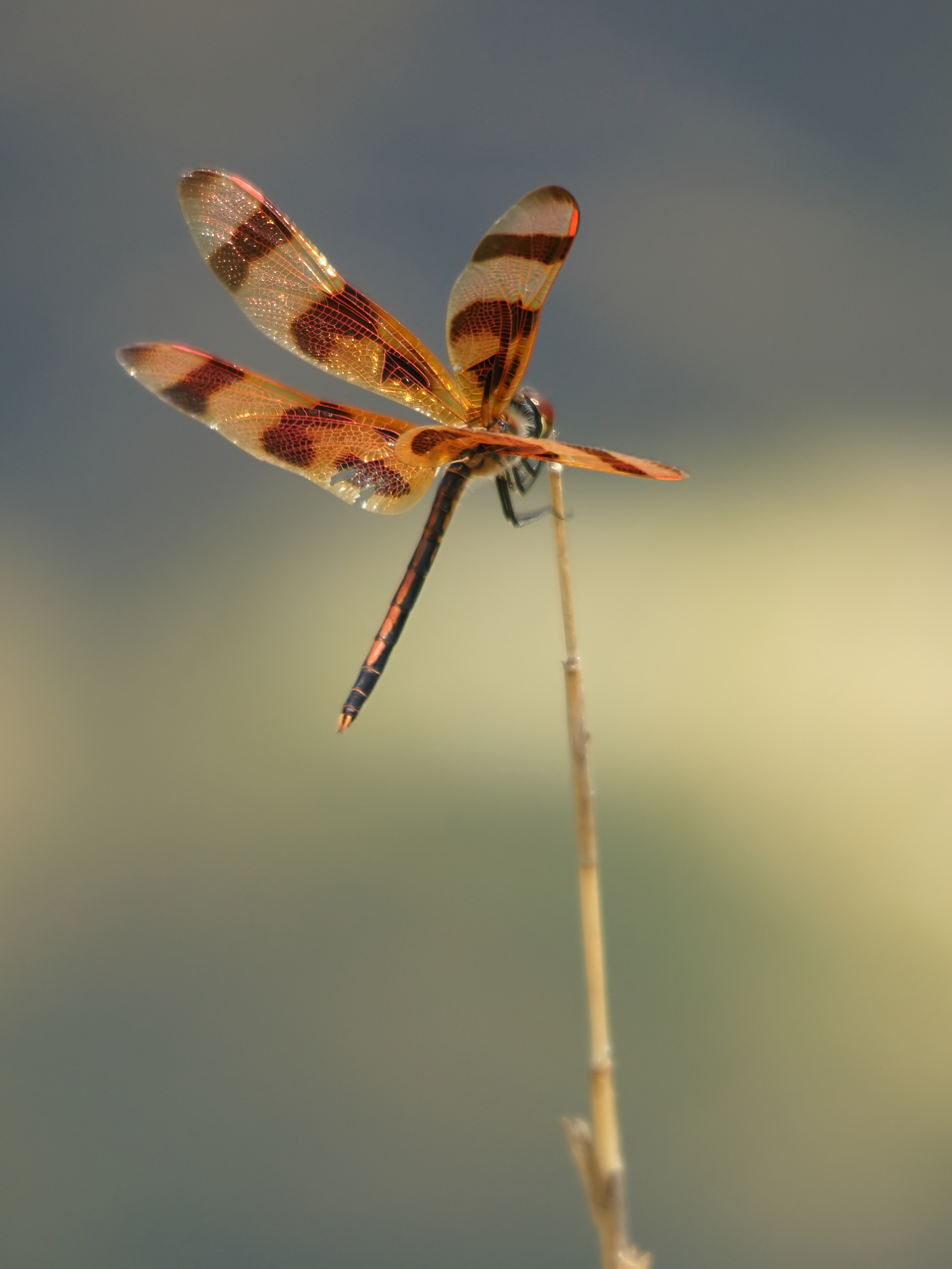